# Eldsjälsgalan
Eldsjälsgalan är en TV-gala från Folkspel där man hyllar eldsjälar i det svenska föreningslivet under året eller föregående år i TV4. Första TV-galan i detta format sändes 2008 med Lotta Engberg och Paolo Roberto som programledare. 

## 2008
Sändes 30 december i TV4 från Lisebergshallen. Programledare Lotta Engberg och Paolo Roberto. 
- Musikartister Sissel Kyrkjebø, Jill Johnson, Markoolio,  Amy Diamond, Sonja Aldén, Karl Martindahl, Andrés Esteche

## 2009
Sändes 30 december i TV4 från Lisebergshallen. Programledare Peter Jihde och Lotta Engberg. 
- Musikartister Peter Jöback, Pernilla Wahlgren, Benjamin Ingrosso, Jill Johnson, Calaisa, Göteborgs Gospel, Caroline av Ugglas.

## 2010
Sändes 30 december i TV4 från Lisebergshallen. Programledare Agneta Sjödin, Erica Johansson, Ernst Kirchsteiger, Lotta Engberg och Peter Jihde.
- Musikartister Daniel Adams-Ray,  Eliza Doolittle (England), Jill Johnson, dansgruppen Twisted Feet, Rongedahl, Jay Smith, Minnah Karlsson, Olle Hedberg (IDOL-finalister 2010).

## 2011
Sändes 29 december i TV4 från Lisebergshallen. Programledare Kristin Kaspersen, Jan Bylund och Peter Jihde. 
- Musikartister Solid Gospel, Lasse Stefanz, Eric Saade, Dev (artist) (USA), Nanne Grönvall, Sator, Maria Mena (Norge), Mads Langer (Danmark).

## 2012
Sändes 28 februari 2013 i TV4 från Lisebergshallen. Programledare Kristin Kaspersen, Jan Bylund och Peter Jihde.
- Musikartister Darin, Peter Jöback, Moa Lignell, Lorentz & Sakarias och dansgruppen Twisted Feet.

## 2013
Sändes 27 februari 2014 i TV4 från BingoLotto-TVstudion. Programledare Marie Serneholt och Peter Jihde.
- Musikartister Måns Zelmerlöw, Tove Lo, Lasse Stefanz, Robin Stjernberg, Arvingarna, Anna Sahlene och slagverksorkestern Kiriaka.

## 2014
Sändes 5 mars 2015 i TV4 från BingoLotto-TVstudion. Programledare Ingvar Oldsberg. 
- Musikartister Jill Johnson, Doug Seegers, Say Lou Lou, Molly Sandén och Lasse Stefanz.

## 2016
Sändes 9 mars 2017 på Expressen TV från Berns. Programledare Ida Björnstad.

## 2017
Sändes 15 mars 2018 på Expressen TV från Berns. Programledare Rickard Olsson

## 2018
Sändes 14 mars 2019 på Expressen TV från Berns. Programledare Rickard Olsson
- Musikartister Immanuel Gospel, Maria Rooth, Adolf Fredriks musikklasser